# Les de l'hoquei
Les de l'hoquei és una sèrie de televisió catalana produïda per Televisió de Catalunya i Brutal Media i estrenada el 29 d'abril del 2019. És el resultat del treball de final de grau de quatre estudiants de Comunicació Audiovisual de la Universitat Pompeu Fabra: Laura Azemar, Ona Anglada, Natàlia Boadas i Marta Vivet. Van presentar el projecte al Pitching Audiovisual del Clúster Audiovisual de Catalunya i va despertar l'interès de diverses productores catalanes, entre les quals Brutal Media, que en va assumir el desenvolupament.
Les de l'hoquei fou guardonada amb el Premi CIMA a la igualtat al FesTVal. Netflix l'afegí al seu catàleg mundial el setembre del 2019.

## Sinopsi
Quan l'entrenador de la secció femenina d'hoquei sobre patins del Club Patí Minerva, en Germán, marxa a l'equip rival, l'Olímpic, el president del club (Enric Ricou) decideix tancar-la per problemes econòmics i per no creure en l'esport femení. Les joves jugadores de l'equip, la Berta, l'Emma, la Laila, la Flor, la Lorena i la Raquel, que fan primer i segon de batxillerat, lluiten per salvar la secció femenina del club alhora que intenten trobar el seu lloc, tant a dins com fora de l'equip.
Paral·lelament, l'Anna Ricou, germana de l'Emma que havia guanyat campionats d'Espanya i d'Europa durant l'època daurada del Minerva, torna al poble des de Lisboa per recuperar-se d'una lesió al menisc i allunyar-se en secret de l'episodi més negre de la seva carrera esportiva: haver deixat en coma a una excompanya de l'equip portuguès. El seu compromís amb les noies del femení del Minerva li fa adoptar la decisió d'entrenar-les per ascendir a l'OK Lliga Femenina i salvar el conjunt de la desaparició.

## Repartiment
Els personatges principals de la sèrie són:
- Iria del Río: Anna Ricou Mas
- Natàlia Barrientos i Bueno: Berta Figuera Terrats
- Dèlia Brufau i Centelles: Emma Ricou Mas
- Yasmina Drissi i Sales: Laila Bakri
- Clàudia Riera i Bertran: Gina Camps[8]
- Asia Ortega i Leiva: Florencia «Flor» Vilamayor
- Mireia Oriol: Lorena Sánchez Ballart
- Júlia Gibert i Comella: Raquel Alcober Monforte
- Laia Pérez i Fontan: Janina Díaz[9]

La resta del repartiment el formen:
- Guillermo Lasheras i Tebar: Quim Puigdevall Centelles «Putxi»
- Xúlio Abonjo Escudero: El Pela
- Mireia Aixalà i Rosselló: Sílvia Ballart Monteserín
- Nil Cardoner i Gratacós: Òscar Sánchez Ballart
- Marc Clotet i Fresquet: Germán Ruestes Hernández
- Juli Fàbregas i Elías: Santi Ricou Prats
- Hamid Krim: Youssef Bakri
- Josep Linuesa i Guerrera: Enric Ricou Prats
- Jan Mediavilla: Bernat
- Nora Navas Garcia: Júlia Terrats Herraiz
- Aida Oset: Montse Pagès Cuesta
- Guim Puig i Mas: Lluc Ferrer Raventós
- Àgata Roca i Maragall: Núria Mas Pujol
- Pablo Hernández: Nil Ricou Montagut
- Gemma Brió i Zamora: Olga Terrats Herraiz
- Romina Cocca: Paulina Vilamayor Astudillo
- David Solans i Cortés: Ricard Planes Rius
- David Selvas i Jansana: Toni Alcober Marín
- Ivana Miño: Susanna Monforte[11]
- Arnau Casanovas: Jordi Garriga Lozano

## Episodis
| Temporada | Temporada | Episodis | Emissió original   | Emissió original     |
| Temporada | Temporada | Episodis | Inici              | Final                |
| --------- | --------- | -------- | ------------------ | -------------------- |
|           | 1         | 13       | 29 d'abril de 2019 | 22 de juliol de 2019 |
|           | 2         | 13       | 30 de març de 2020 | 22 de juny de 2020   |

### Primera temporada
| Núm. global | Núm. temp. | Títol         | Data d'estrena        | Audiència TV3   |
| --- | ---------- | ------------- | --------------------- | --------------- |
| 1 | 1          | Emma          | 29 d'abril del 2019   | 459.000 (15,6%) |
| L'Emma, la Laila, la Raquel, la Flor, la Lorena i la Berta lluiten perquè la secció femenina del Club Patí Minerva no desaparegui, davant l'ambició de l'Enric, que només aposta pel masculí. En paral·lel, l'Anna torna a casa per una lesió, la qual cosa no agrada gaire a l'Emma. |            |               |                       |                 |
| |            |               |                       |                 |
| 2 | 2          | Anna          | 6 de maig del 2019    | 324.000 (12,3%) |
| L'Anna comença a fer d'entrenadora al femení intentant imitar l'estil de la Terrats sense gaire èxit, mentre amaga un greu secret sobre el que va passar a Lisboa. L'Emma fa l'impossible per tal que en Santi i la Núria no l'obliguin a marxar amb ells a Budapest i deixar l'equip i la seva vida al poble. |            |               |                       |                 |
| |            |               |                       |                 |
| 3 | 3          | Berta         | 13 de maig del 2019   | 323.000 (12,5%) |
| La Berta no sap com afrontar el seu possible embaràs. L'Anna i en Germán es queden a soles després d'un sopar de retrobament de l'institut. Mentrestant, l'equip aconsegueix contactar amb una famosa youtuber, perquè les vingui a veure i es faci ressò del seu equip a les xarxes, cosa que no agrada gens a l'Enric. |            |               |                       |                 |
| |            |               |                       |                 |
| 4 | 4          | Lorena        | 20 de maig del 2019   | 286.000 (10,7%) |
| La Lorena descobreix que la seva mare té una història amb l'Enric i decideix anar a viure un temps amb el seu pare a la masia. L'Anna comença a aplicar un nou mètode d'entrenament, més personal i únic, que té bons resultats. Quan les noies es queixen als nois perquè sempre tenen el millor horari d'entrenament, els nois i les noies decideixen jugar-se'l a la pista, i es colen al pavelló sense que l'Enric ho sàpiga.                                                                                     |            |               |                       |                 |
| |            |               |                       |                 |
| 5 | 5          | Raquel        | 27 de maig del 2019   | 287.000 (11,2%) |
| La Raquel està estranya amb l'Òscar després del que va passar i l'evita. En Santi torna al poble, il·lusionat amb un nou projecte personal que ningú acaba d'entendre. Les noies aconsegueixen guanyar un partit i ho celebren amb tan mala fortuna que la festa al pavelló acaba malament. La Terrats i en Youseff fan xantatge a l'Enric perquè doni suport a l'equip de les noies. |            |               |                       |                 |
| |            |               |                       |                 |
| 6 | 6          | Flor          | 3 de juny del 2019    | 356.000 (13,4%) |
| En veure perillar la seva relació de parella, la Flor decideix marxar d'amagat a Buenos Aires en acabar un important partit per celebrar el seu aniversari amb la Valen. La Terrats entrena ara les noies amb mà dura tot preparant-se per a enfrontar-se a les seves rivals de l'Olímpic. L'Anna cada cop se sent més al pou i més sola, fins al punt d'arribar al límit. |            |               |                       |                 |
| |            |               |                       |                 |
| 7 | 7          | Gina          | 10 de juny del 2019   | 300.000 (11,8%) |
| L'Anna intenta posar remei al que li va passar anant a una psicòloga, a qui explica la veritat. En Santi demana un favor a la Núria per a la Terrats, fet que tensa la seva relació. Mentrestant, l'equip ha de buscar una nova jugadora i la Gina apareix com a única solució. L'angoixa de la Gina per estar al nivell posarà l'equip en perill i també la seva relació amb la Lorena. |            |               |                       |                 |
| |            |               |                       |                 |
| 8 | 8          | Laila         | 17 de juny del 2019   | 245.000 (9,8%)  |
| La relació de la Laila i en Nil va endavant, però la Laila té problemes a l'escola i els seus pares li fan prendre una decisió sobre si medicar-se o no per al TDAH. L'Enric prepara un vídeo institucional sobre el Club que el faci quedar bé de cara a les eleccions a president i vol utilitzar les noies, però les de l'hoquei i la Terrats s'hi enfrontaran. |            |               |                       |                 |
| |            |               |                       |                 |
| 9 | 9          | Anna i Germán | 24 de juny del 2019   | 267.000 (10,8%) |
| L'Anna i en Germán acaben passant temps junts i rememoren els vells temps. La Terrats vol que l'Anna formi part del seu equip per a la seva candidatura com a presidenta, però això farà que l'Anna acabi confessant-li el que va fer a Lisboa. En paral·lel, els nois fan un dinar a la masia del Pela sense ell, que acaba amb problemes. |            |               |                       |                 |
| |            |               |                       |                 |
| 10 | 10         | Juntes        | 1 de juliol del 2019  | 241.000 (10,2%) |
| Les noies acaben abandonant un partit per donar suport a la Lorena. La Lorena decideix anar contracorrent i, amb l'ajut de les seves amigues, fa el que ella creu que és just. La Sílvia marca distàncies amb l'Enric i es bolca en la seva família i amics pròxims. |            |               |                       |                 |
| |            |               |                       |                 |
| 11 | 11         | Amigues       | 8 de juliol del 2019  | 207.000 (8,1%)  |
| L'Emma investiga sobre el seu passat amb l'ajut de la Laila. Al mateix temps, la Laila i en Nil tenen una nit especial gràcies a l'Emma. A l'Anna se li complica el cas de Lisboa, malgrat l'ajuda de la Montse, quan apareix un nou testimoni inesperat. Tot i així, rep el suport de les noies de l'equip. Augmenta la tensió per la presidència del Club entre l'Enric i la Terrats, ja que ella està disposada a treure tots els draps bruts de l'Enric.                                                          |            |               |                       |                 |
| |            |               |                       |                 |
| 12 | 12         | El partit     | 15 de juliol del 2019 | 241.000 (10,6%) |
| Les noies es juguen el futur en un últim partit crucial contra les de l'Olímpic, que les pot fer pujar a l'OKLliga o fer que perdin l'equip per sempre. La Gina no pot més i demana sinceritat absoluta a la Lorena, mentre que la Flor es debat sobre si tornar a Buenos Aires o quedar-se definitivament al poble. L'Anna i en Germán porten en secret el que va passar. |            |               |                       |                 |
| |            |               |                       |                 |
| 13 | 13         | El club       | 22 de juliol del 2019 | 241.000 (11,2%) |
| Les noies s'han distanciat des de l'últim partit i això fa que la Raquel es trobi molt sola, sense el suport de cap d'elles ni especialment de la Berta. La Berta, per contra, s'enfronta al seu futur: els resultats de la Selectivitat i la decisió que ha pres la seva mare. La Terrats té dubtes sobre la seva salut, al mateix temps que es juga la presidència del club contra l'Enric. D'aquests resultats, n'està pendent el club, ja que en depèn la continuïtat de la secció femenina la temporada següent. |            |               |                       |                 |
| |            |               |                       |                 |

### Segona temporada
| Núm. global | Núm. temp. | Títol            | Data d'estrena      | Audiència TV3   |
| --- | ---------- | ---------------- | ------------------- | --------------- |
| 14 | 1          | Tot canvia       | 30 de març del 2020 | 450.000 (16,2%) |
| La nova jugadora del Minerva, la Janina, arriba per revolucionar l'equip. La seva presència dins i fora de la pista alterarà el dia a dia de les noies, i també la d'en Lluc. D'altra banda, l'Anna es prepara per anar-se'n a Lisboa, al judici, mentre el seu retrobament amb en Germán no va com ella s'esperava. Per a la Terrats tampoc no serà fàcil resoldre els problemes econòmics del club i acceptarà l'ajuda de Toni Alcober, el pare de la Raquel, el nou espònsor, que voldrà imposar les seves condicions. |            |                  |                     |                 |
| |            |                  |                     |                 |
| 15 | 2          | L'accident       | 6 d'abril del 2020  | 343.000 (12,6%) |
| La Flor inicia una història d'amor i ja no viurà tota sola a la masia. La Raquel té una topada amb el jugador nou de l'equip masculí, en Ricard, que també es trobarà amb un moment tens als vestuaris dels nois. L'Òscar tindrà un dia nefast que acabarà amb un fet que li capgirarà la vida per sempre. |            |                  |                     |                 |
| |            |                  |                     |                 |
| 16 | 3          | Temps mort       | 13 d'abril del 2020 | 328.000 (12,6%) |
| El judici a Lisboa no ha anat bé i l'Anna no pararà fins que en descobreixi la causa, mentre la Montse i el Germán preparen el seu casament. La Flor segueix en estat crític a l'hospital i la Lorena pateix molt per ella, al mateix temps que busca consol en el seu germà. L'Emma rep bones notícies, ja que Toni Alcober vol produir-la com a cantant. D'altra banda, l'Olga es reivindicarà com a mare de la Berta i plantarà cara a la Terrats.                                                                     |            |                  |                     |                 |
| |            |                  |                     |                 |
| 17 | 4          | Secrets          | 20 d'abril del 2020 | 367.000 (14,2%) |
| L'Anna no passa per un bon moment: dins del club haurà d'enfrontar-se a la Terrats per tenir l'equip que desitja i, a fora, haurà d'entomar una dura sentència judicial. La Flor es recupera de l'operació mentre l'Òscar pren una decisió valenta, però perillosa. D'altra banda, l'Olga complicarà la situació de la família Terrats i de la família Ricou, revelant un gran secret. |            |                  |                     |                 |
| |            |                  |                     |                 |
| 18 | 5          | La fugida        | 27 d'abril del 2020 | 366.000 (13,5%) |
| L'aparició del Jamal fa que la Laila posi en qüestió les actitud racistes dels seus amics i que tot plegat l'allunyi encara més d'en Nil. Per contra, l'amistat entre la Raquel i en Ricard es referma. L'Emma vol anar a un concert amb en Toni, però els pares no l'hi deixen anar, i ella no es dona per vençuda. En Santi i la Núria passen per un moment complicat, el seu matrimoni trontolla. Al club tot es complica a causa d'un robatori important.                                                             |            |                  |                     |                 |
| |            |                  |                     |                 |
| 19 | 6          | La traïció       | 4 de maig del 2020  | 351.000 (13%)   |
| La investigació del robatori trasbalsarà la relació entre en Lluc i la Janina, i acabarà per afectar la Berta, que, d'altra banda, es debat entre anar-se'n a viure amb l'Olga o quedar-se amb la Terrats. A la Flor, li donen l'alta mèdica i torna a la masia, on es recuperarà prop de la Lorena. L'Anna se sent cada cop millor al costat d'en Jordi, i l'Emma espera amb ganes la gravació del videoclip per poder passar més temps amb en Toni.                                                                     |            |                  |                     |                 |
| |            |                  |                     |                 |
| 20 | 7          | Caure            | 11 de maig del 2020 | 375.000 (14,5%) |
| En Ricard té un ensurt durant un dels entrenaments, que l'acosta a la Raquel, però no tant com ella voldria. L'Emma vol celebrar l'aniversari amb en Toni, però la Raquel descobreix una part de la seva relació que no li agrada gens. Una infecció provoca que la Flor tingui una recaiguda i que l'Òscar arribi al seu límit. |            |                  |                     |                 |
| |            |                  |                     |                 |
| 21 | 8          | Guanyar o perdre | 18 de maig del 2020 | 361.000 (13,3%) |
| El partit de la Copa Generalitat no va com ningú s'esperava: acaben explotant tots els conflictes latents entre les jugadores i l'Anna posa en dubte la capitania de la Berta. La Montse, d'altra banda, no s'espera que l'Anna i la Núria se surtin amb la seva ni que la seva vida pugui donar un gir tan radical. La Lorena no pot més i acaba confrontant la seva mare i el seu germà. |            |                  |                     |                 |
| |            |                  |                     |                 |
| 22 | 9          | Créixer          | 25 de maig del 2020 | 342.000 (13,9%) |
| L'Emma fa divuit anys i té molt clar que no té ganes de seguir vivint a casa dels pares, després de com han gestionat la seva relació amb en Toni i el seu futur com a cantant. La Raquel ajuda la Berta a desemmascarar la Janina. La Terrats està a punt de donar a llum i en Santi no sap quin paper hi ha de jugar, mentre l'Òscar i la Sílvia prenen una decisió crucial. |            |                  |                     |                 |
| |            |                  |                     |                 |
| 23 | 10         | Tornar           | 1 de juny del 2020  | 305.000 (11,9%) |
| En Santi té molt clar que ja no vol l'espònsor de Toni Alcober al club, tot i que sap que no agradarà a la Terrats. D'altra banda, la Terrats pensa què pot fer amb la Janina, la qual cosa li portarà problemes a casa amb la Berta. En Toni i l'Emma conviuen junts, però tot canvia quan en Toni troba la Raquel, al bar del poble, en una situació preocupant. La Flor i la Lorena veuen trontollar la seva relació, quan s'esbomba tota la veritat.                                                                  |            |                  |                     |                 |
| |            |                  |                     |                 |
| 24 | 11         | Sempre endavant  | 8 de juny del 2020  | 352.000 (14,5%) |
| La Berta, fora del Minerva, s'adona que troba a faltar l'hoquei. Casualment, acaben retrobant-se amb les amigues per fer algun partidet improvisat, que fa que s'uneixin de nou. L'Anna i en Jordi queden per sopar fora del club, però en Germán s'interposa entre tots dos. La Lorena, d'altra banda, no porta gens bé estar lluny de la seva família, i la Flor n'acaba essent massa conscient. |            |                  |                     |                 |
| |            |                  |                     |                 |
| 25 | 12         | Ruptures         | 15 de juny del 2020 | 353.000 (14%)   |
| La Berta té una idea en relació al futur de les noies al Minerva i els la proposa, però no totes la veuen clara. La Lorena, disposada a no enfonsar-se, decideix reformar la masia amb l'ajut del seu germà, però es troben que la casa té greus problemes i que han de prendre una decisió crucial. L'Anna intenta recuperar la seva relació amb en Jordi, al mateix temps que s'adona que necessita allunyar-se de la Terrats.                                                                                          |            |                  |                     |                 |
| |            |                  |                     |                 |
| 26 | 13         | La gran final    | 22 de juny del 2020 | 291.000 (12,3%) |
| Les noies s'adonen que l'Anna no compta amb elles com a titulars per a la gran final i se senten decebudes. Tot i així, les coses durant el partit no aniran ni com la Janina ni com l'Anna tenen planejades. L'equip femení està a punt de viure una final èpica, mentre totes les seves jugadores i la seva entrenadora es debaten sobre si quedar-se al club o començar de nou, lluny del Minerva i de la Terrats. |            |                  |                     |                 |

## Escenaris

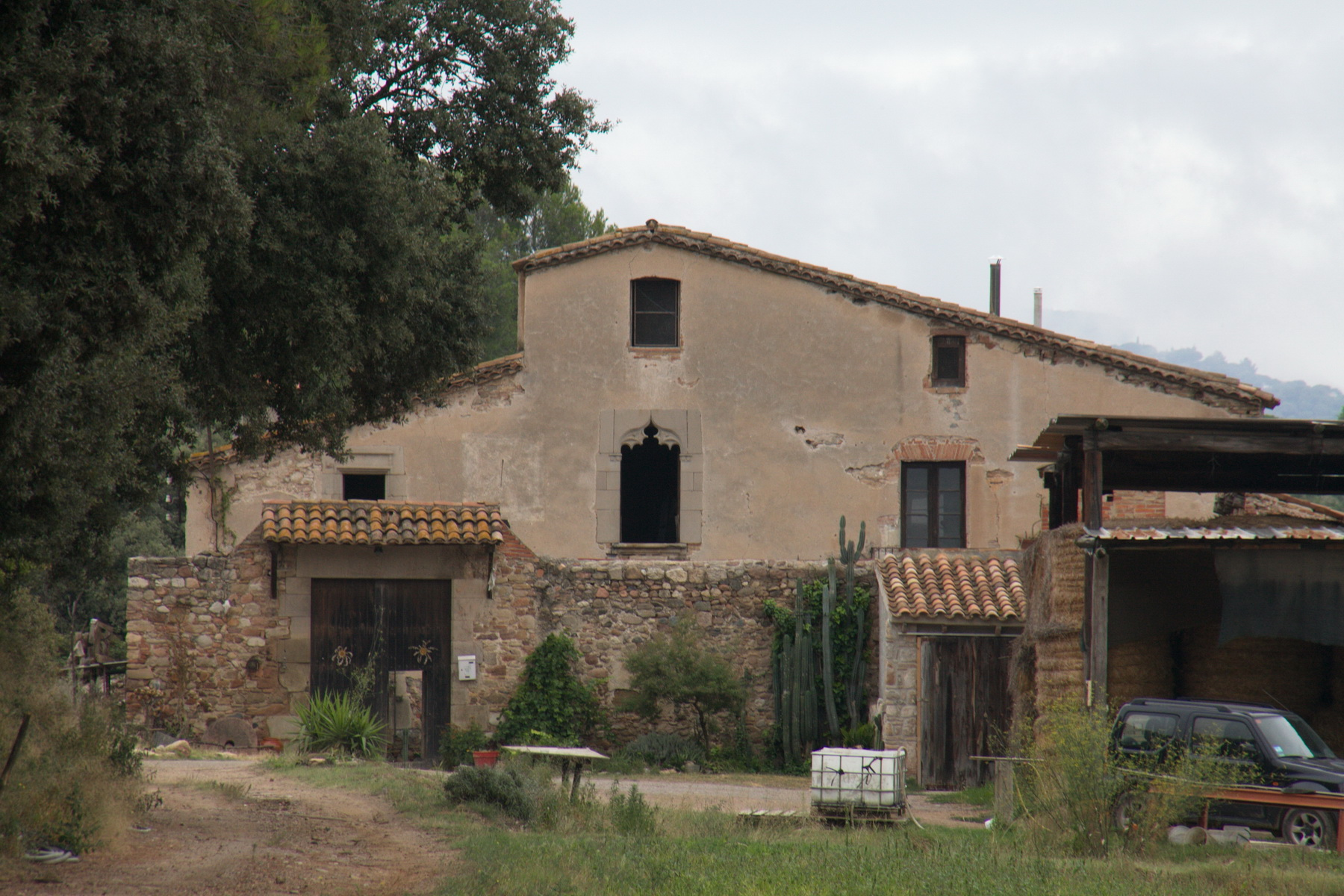
Masia de Can Marquès (Canovelles), un dels escenaris de la sèrie.

La sèrie està principalment rodada diversos escenaris del municipi vallesà de Palau-solità i Plegamans (Vallès Occidental). L'escenari esportiu més destacat és el Pavelló Municipal Maria Victor de l'Hoquei Club Palau de Plegamans, així com també l'església de Santa Maria de Palau-solità o els carrers del centre de la vila.
Un altre dels escenaris de la sèrie és la masia de Can Marquès de Canovelles, al Vallès Oriental, i que escenifica la masia d'en Pela (Xúlio Abonjo).

## Banda sonora
La web oficial de la sèrie destaca set cançons de la banda sonora, les que fins al moment actual han rebut més èxit.
El tema principal de la banda sonora de Les de l'hoquei és "Juntes" de la barcelonina Kyne. La segona és la cançó "Dones", de Tesa amb la col·laboració d'Andrea, JazzWoman i Ery. També hi ha "Adicta", de Lennis Rodriguez. També hi ha "Interrupted Girl", del trio establert a Madrid Wild Animals. La cinquena cançó correspon a "Maleducao", de Lildami. També hi ha "Pedres als ulls", d'El Petit de Cal Eril i "Valentina" de FAM.

## Recepció
Mònica Planas escrigué a l'Ara que la sèrie té una "arrencada excel·lent" i una base argumental "sòlida i atractiva", malgrat que veia alguns diàlegs una mica forçats i un nivell desigual en les interpretacions. Joan Burdeus, a Núvol, la qualificà de "sèrie plana que ha pecat d'excés d'ortodòxia, sense grans errors ni grans virtuts". Afegia que la trama estava subordinada a la ideologia i que mancaven personatges malvats i dilemes morals elaborats: "Precisament perquè l'objectiu final de la sèrie era desmuntar els valors associats al patriarcat, com ara la individualitat i la competència, s'han esborrat els trets que fan interessants els personatges i les històries en nom del col·lectivisme i l'empatia".
Sergi Pàmies considerà la sèrie un híbrid de les noruegues Skam i Heimebane passat pel filtre de Merlí i Ventdelplà.